# Józef Orchowski
Józef Orchowski (ur. 1910 w Oleśnicy koło Łodzi, zm. we wrześniu 1939) – socjolog polski, wykładowca Uniwersytetu Poznańskiego.

## Życiorys
Pochodził z rodziny rolniczej, był synem Macieja i Weroniki. W 1928 ukończył Gimnazjum im. Długosza we Włocławku. Od tegoż roku studiował na Uniwersytecie Poznańskim, początkowo polonistykę (i ubocznie psychologię), potem filozofię, uczęszczając na seminarium prof. Michała Sobeskiego. Na ostatnim roku studiów zapisał się na seminarium Floriana Znanieckiego i obroniwszy dyplom magistra filozofii kontynuował na macierzystej uczelni studia socjologiczne. W latach 1936–1939 był w Seminarium Socjologicznym Znanieckiego na Uniwersytecie Poznańskim młodszym asystentem. 
Pracował nad rozprawą doktorską poświęconą roli społecznej robotnika w Polsce. Badania terenowe prowadził na terenie Łodzi, konsultował się z Haliną Krahelską. Brał udział w badaniach Polskiego Instytutu Socjologicznego nad bezrobotnymi, przeprowadzając w Poznaniu wywiady; materiały te miały być uzupełnieniem rozpisanego konkursu na autobiografie bezrobotnych. Wybuch wojny uniemożliwił Orchowskiemu rozwój kariery naukowej, czy choćby opublikowanie większych prac. Ogłosił jedynie kilka recenzji na łamach "Przeglądu Socjologicznego" i "Ruchu Prawniczego, Ekonomicznego i Socjologicznego"; m.in. recenzował pracę zbiorową Dziecko wsi polskiej (1934) pod redakcją Marii Librachowej ("Przegląd Socjologiczny", 1935, tom 3).
Zmarł tragicznie w pierwszym miesiącu II wojny światowej.